# Autostazione di Pavia
L'autostazione di Pavia è una struttura situata a Pavia che funge da stazione di arrivo e partenza delle autolinee che collegano la città con diverse destinazioni, in particolare del pavese, del basso milanese, della Lomellina e dell'Oltrepò. Si trova in viale Trieste, a circa 200 metri dalla stazione ferroviaria e nei pressi del centro storico cittadino.

## Storia
L'esigenza di concentrare in un unico punto i vari capolinea delle linee extraurbane nacque negli anni ottanta; venne quindi deciso di costruire un'autostazione dove tutti i pullman in partenza, in arrivo o in transito a Pavia potessero essere accolti in un'unica struttura. La scelta ricadde su un'area di viale Trieste adiacente alla stazione ferroviaria.

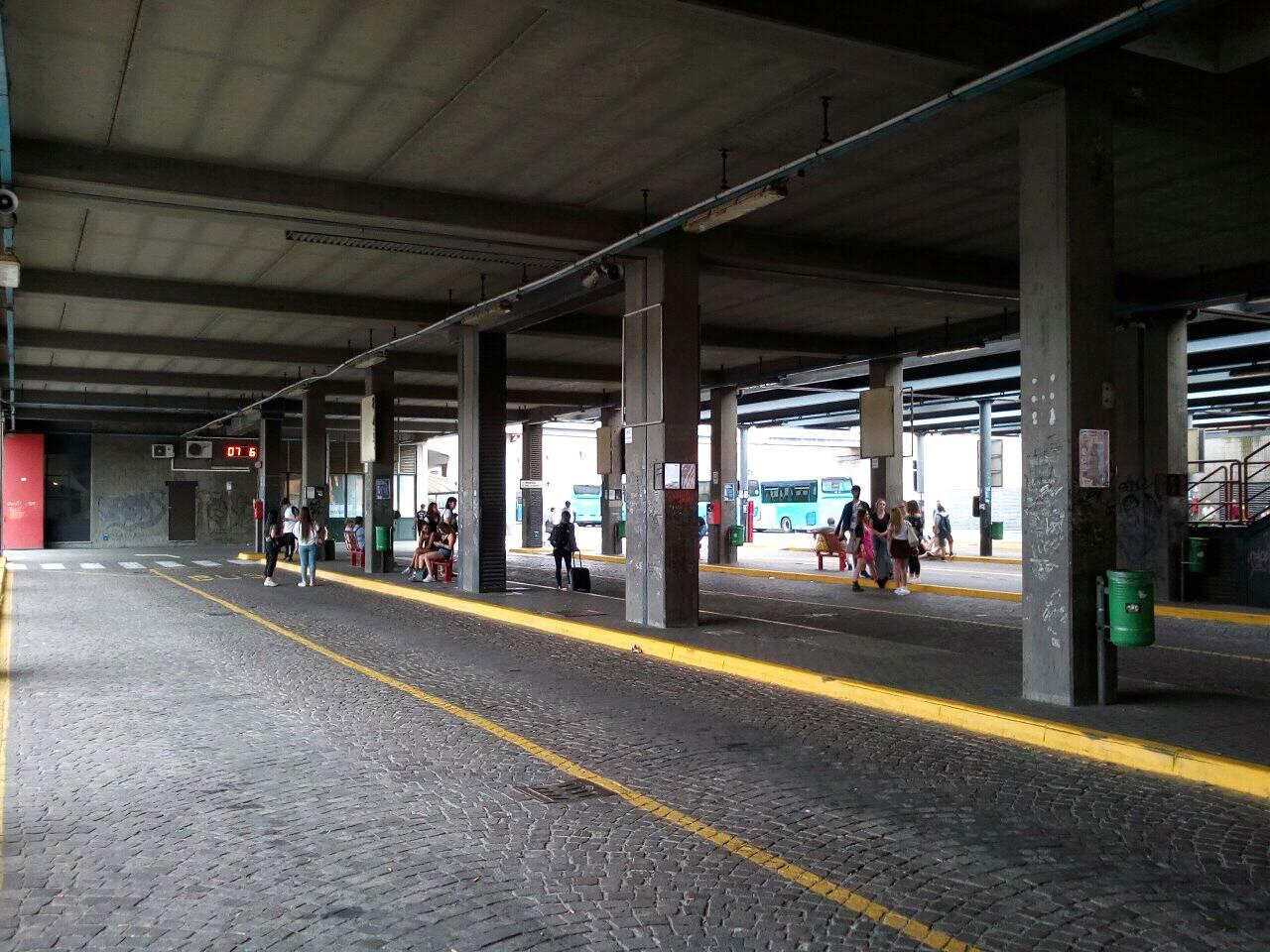
L'interno dell'autostazione

L'autostazione venne aperta al pubblico nel 1990 ed affidata in gestione alla SGEA (Società Generale Esercizi Automobilistici), per poi passare, negli anni 2000, in gestione alla LINE ed infine, dal 2018, all'Autoguidovie.

## Strutture e impianti
L'autostazione si sviluppa su un unico livello e dispone di due accessi per l'entrata e l'uscita dei mezzi. Il piazzale interno è coperto e presenta cinque stalli per la fermata degli autobus, con relativi marciapiedi; i mezzi sostano anche all'esterno della struttura, all'aperto, in appositi spazi predisposti lungo il marciapiede sul lato opposto della strada. La struttura è anche in diretta comunicazione con il vicino parcheggio multipiano e dispone di una biglietteria a sportello, una sala d'attesa, distributori automatici di cibi e bevande e strutture per ospitare il personale.

## Movimento
Dall'autostazione è possibile raggiungere le principali località della zona, tra cui Binasco, Casorate Primo, Casteggio, Castel San Giovanni, Garlasco, Lacchiarella, Landriano, Lardirago, Locate Triulzi, Lodi, Milano, Miradolo Terme, Motta Visconti, Opera, Rozzano, Sant'Alessio con Vialone, Salice Terme, Siziano, Varzi, Vidigulfo, Vigevano, Voghera e Zavattarello. Nel periodo estivo dall'autostazione partono delle corse operate dalla società Gruppo Statdirette in località balneari della riviera romagnola.
All'esterno dell'autostazione, oltre ad alcune autolinee da e per le già citate località, fermano anche i pullman dell'azienda MarinoBus, con destinazioni giornaliere a medio e lungo raggio tra le quali Bari, Brindisi, Bologna, Cosenza, Firenze, Lecce, Matera, Modena, Napoli, Potenza, Pescara, Reggio Emilia, Roma, ecc.. I pullman della Eurobus in servizio sulla relazione notturna che collega Pavia con la Campania e la Calabria invece non fermano all'autostazione ma a breve distanza, nel piazzale davanti alla stazione ferroviaria.
L'autostazione risulta essere molto utilizzata da pendolari che gravitano su Pavia, principalmente lavoratori e studenti che frequentano i numerosi istituti superiori presenti in città e l'università.

## Servizi
- Biglietteria a sportello
- Distributori automatici di cibi e bevande
- Sala d'attesa

## Interscambi
Nei pressi dell'autostazione fermano le autolinee urbane cittadine, gestite anch'esse da Autoguidovie.